# Theo Matejko

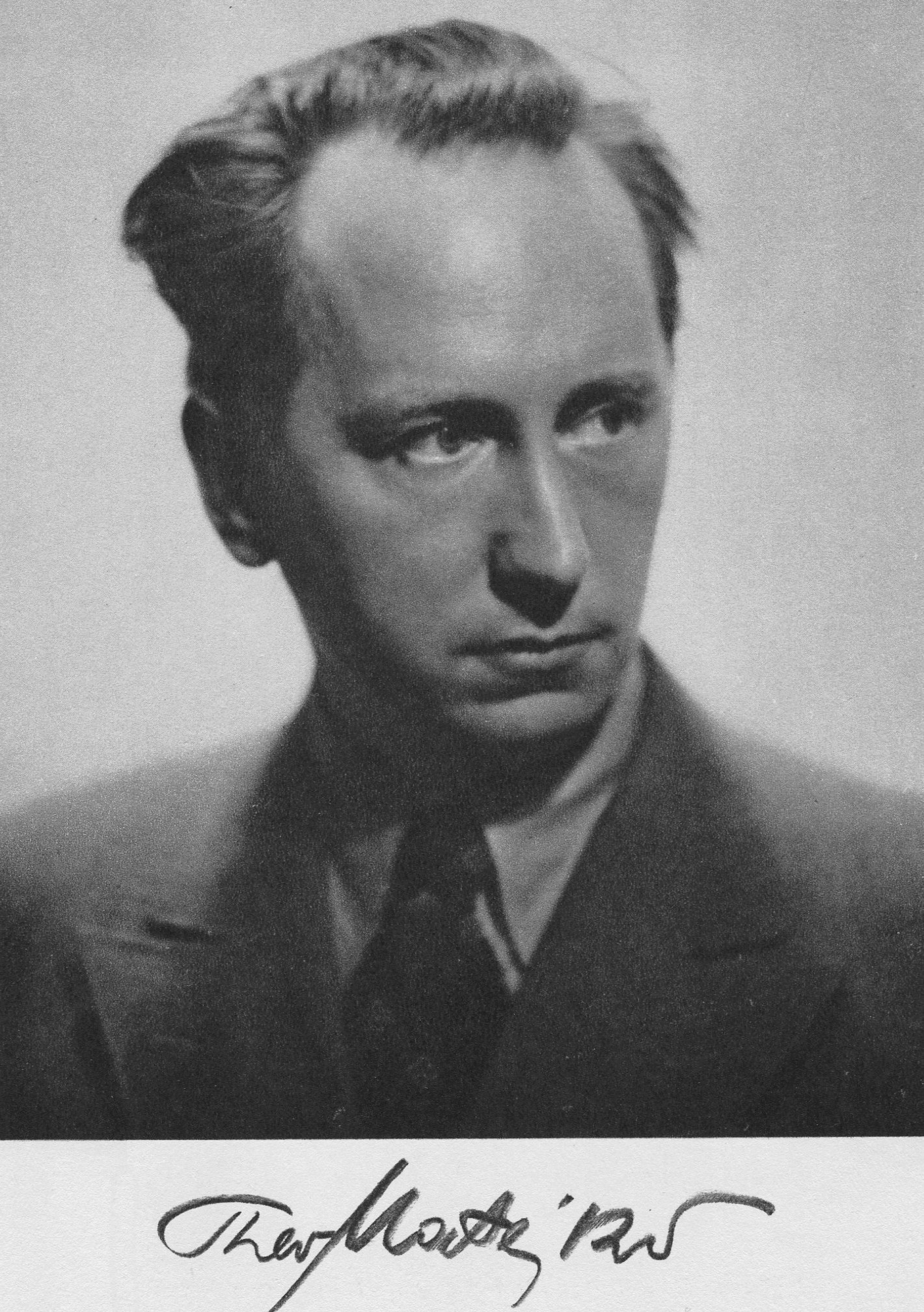
Theo Matejko (um 1930)

Theo Matejko (* 18. Juni 1893 in Wien, Österreich-Ungarn; † 9. September 1946 in Vorderthiersee) war ein österreichischer Pressezeichner und Illustrator. Er war Kriegsberichterstatter im Ersten Weltkrieg. Seine technischen Zeichnungen und Illustrationen von Sportveranstaltungen erschienen von 1921 bis 1946 in zahlreichen Zeitschriften. Er zeichnete auf der Fahrt des Graf Zeppelin nach Amerika und nahm selbst an Autorennen teil. Matejko gestaltete Titelseiten von Büchern, ferner Briefmarken sowie zahlreiche Plakate.

## Leben

### Bis 1920
Die Eltern von Theo Matejka (den Namen Matejko nahm er erst ab ca. 1907 an) stammten aus Kranitz in Böhmen. Als Zeichner und Maler war er Autodidakt. In Wien wechselte er häufig den Wohnsitz. Auf den Meldeformularen ist unter der Rubrik „Charakter und Beschäftigung“ im Jahr 1913 als Beruf „Zeichner“ angegeben. Ende 1913 steht auf einem anderen Meldezettel stattdessen „Kunstgewerbezeichner“ und ab Anfang 1914 „Maler akad.“. In den darauffolgenden Jahren heißt es dann immer wieder „Kunstmaler“. Sein erstes nachweisbares Plakat entstand 1913 zur Eröffnung des Flottenvereins-Kinos in Wien, und aus dem Jahr 1914 hat sich im Heeresgeschichtlichen Museum in Wien das älteste Bild des Künstlers erhalten.

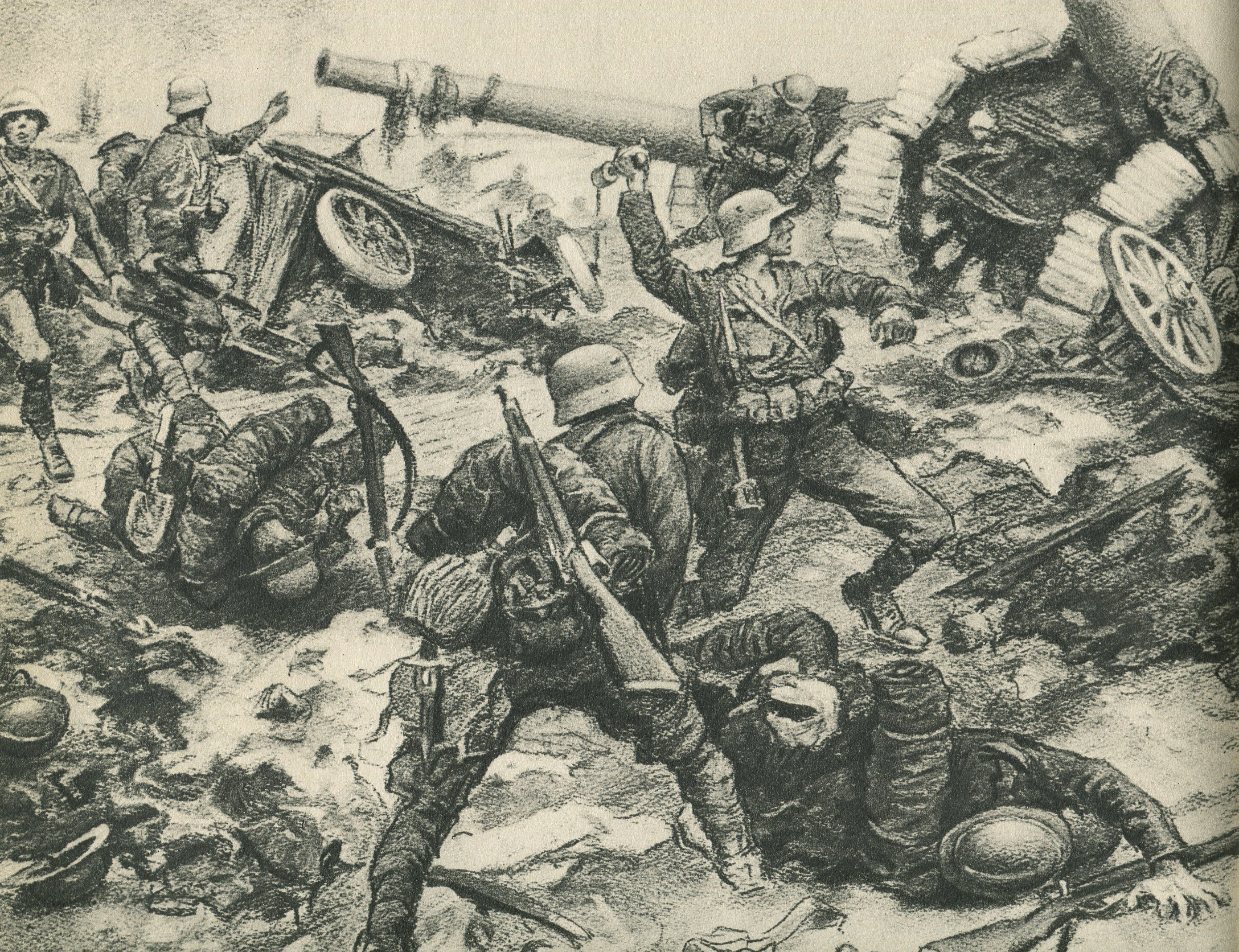
Als Kriegsberichtserstatter 1917: Nach dem Durchbruch von Tolmein. Österreichische Infanterie im Kampf mit italienischen Truppen

Die Schüsse von Sarajewo gaben auch Matejkos Leben eine andere Richtung. Matejko wurde Soldat der österreichisch-ungarischen Armee im Ersten Weltkrieg.
Der Chefredakteur der Illustrierten, Otto Sonne, setzte sich später persönlich für die weitere Förderung Matejkos ein. Im Januar 1917 schrieb er an den Direktor des k.u.k. Kriegsarchivs, General von Hoen. Nur wenige Tage später erhielt Sonne die Zusage, dass sich Matejko bei der „Kunstgruppe des k.u.k. Kriegspressequartiers“ vorstellen und sein Gesuch um Aufnahme als Pressezeichner vorlegen soll. Im April 1918 sollte er noch eine längere Reise in den Orient unternehmen. Diese kam jedoch nicht mehr zustande, weil Matejko am 25. April 1918 heiratete.
Als er 1918 an einer Ausstellung des Kriegspressequartiers im Künstlerhaus Wien teilnahm, hatte er sich „durch seine Illustrationen schon einen Namen gemacht“. Dasselbe galt in Bezug auf seine Plakatentwürfe:

„Wir besitzen derzeit in Wien eine ansehnliche Gruppe von Plakatmalern, die es verstanden haben, durch ihre originellen Schöpfungen das Interesse der weitesten Kreise für ihre Kunst zu wecken. Allen voran: Theo Matejko, der einen ungemein raschen Aufstieg genommen hat und heute, trotz seiner jungen Jahre, als Meister seines Faches bereits hochgeschätzt wird. […] Theo Matejko […] [ist] durch seine von Pikanterie und Esprit angehauchten, das Parfüm Pariser Eleganz atmenden Bilder bekannt geworden[.]“

### Ab 1920

Dramatischer Augenblick von der Mille Miglia 1931, an der Theo Matejko selbst teilnahm. Der vor ihm fahrende Wagen stürzt über eine Böschung.

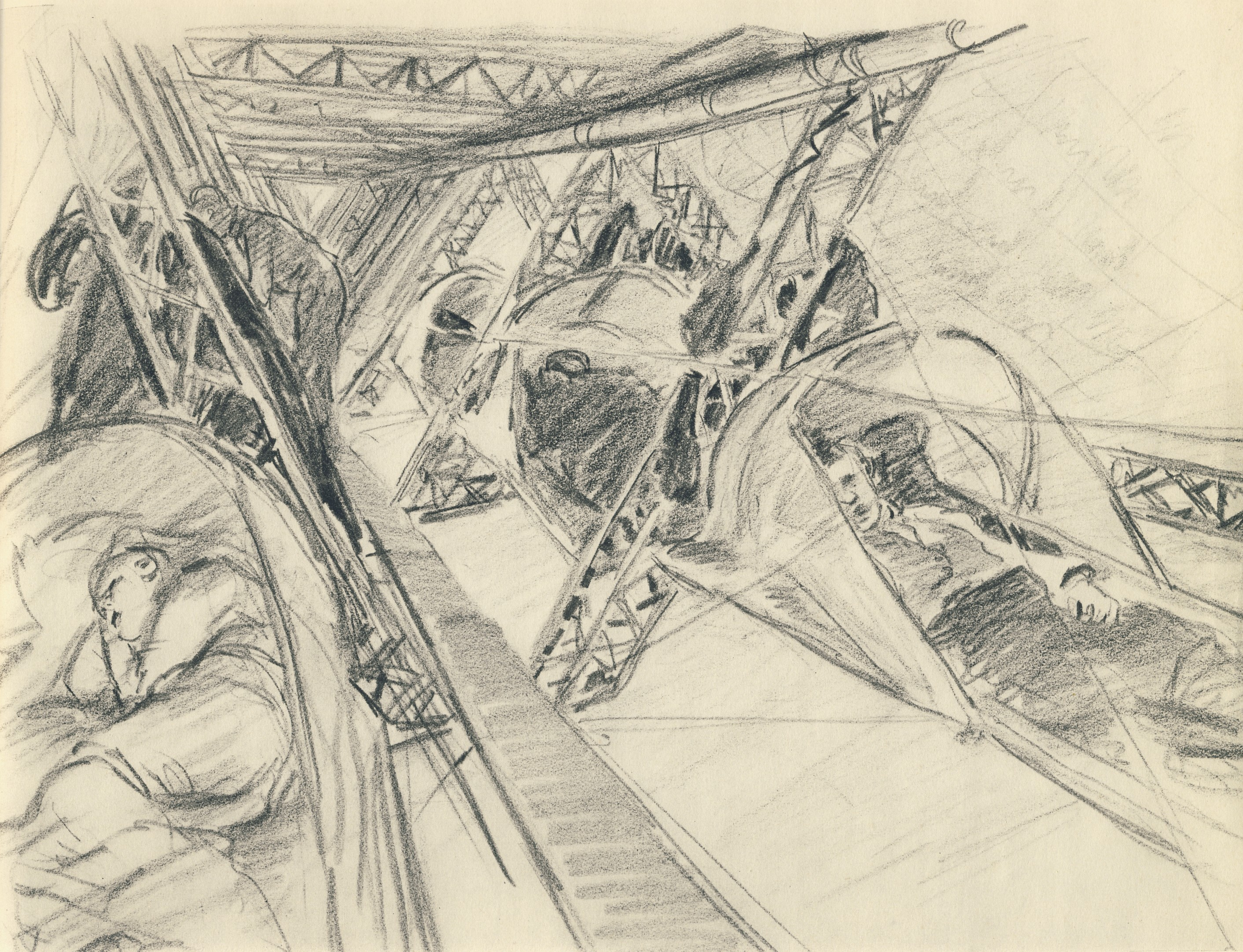
Im Rumpf der LZ 127, Graf Zeppelin, 1928.

Nach Ende des Krieges erfolgte die erste große Phase des Plakatkünstlers Matejko, in der es zeitweise zu einer Zusammenarbeit mit Marcell Vertes kam. 1920 trennten sich die Wege von Matejko von Vertès. Vertès ging nach Frankreich und Matejko kurz nach Ende des Kapp-Putsches nach Berlin. Seine ersten Zeichnungen in der Berliner Illustrirte Zeitung erschienen im Oktober 1920. Sie zeigen nicht nur, wie Matejko seinen neuen Lebensbereich erkundete, sondern geben auch Hinweise auf seine besonderen Interessengebiete. Er zeichnete die Filmbörse, Bilder aus der „Berliner Unterwelt“ oder illustrierte Zeitschriftenbeiträge über Spielklubs oder das Problem Rauschgift. In Berlin wohnte er im Hotel Bristol, nach Szatmaris Buch von Berlin ein Treffpunkt der hohen Gesellschaft.
Matejkos arbeitete über Technik, speziell die Motorentechnik und das Automobil. 1921 erschienen Bilder von Auto- und Motorradrennen. In der Folgezeit war er auf der AVUS und anderen deutschen und europäischen Rennstrecken als Zeichner zu Gast. Zu Pfingsten 1924 erlitt er einen schweren Autounfall. 1925 nahm Matejko an einem Rennen der Schauspieler, einem Autorennen auf der Avus, teil. 1931 startete er auf der Mille Miglia in Italien. Außerdem hatte er Interesse am Sport, vor allem Boxen und Radrennen.
1921 ließ sich Matejko von seiner ersten Frau scheiden. Nach einer Anregung von Hermann Ullstein schuf Theo Matejko die Gestalt des Raffke, des als Kriegsgewinnler zu Geld gekommenen Neureichen. Vom Ullstein-Verlag wurden Preise ausgesetzt für den jeweils besten Ausspruch den Herr Raffke auf dem vorliegenden Bild Matejkos getan haben könnte. Die Figur des Kriegsgewinnlers wurde so populär, dass sie sogar für einen Film Vorbild wurde. 1923 warb ein Plakat von Matejko für ein Zeitbild in 6 Akten unter dem Titel Fräulein Raffke.
Matejko war als Plakatkünstler tätig und gehörte dem Bund deutscher Gebrauchsgrafiker an. 1924 saß er neben Oskar Hermann Werner Hadank, Fritz Koch-Gotha und Paul Simmel in der Jury der Plakatkunstausstellung für Film-Reklame im Club der „Filmindustrie“. Der zu dieser Ausstellung veröffentlichte Katalog zeigt nicht nur Plakate von Matejko, sondern auch zwei Zeitungsinserate zum Film Dr. Mabuse. Für diesen Film von Fritz Lang hatte er auch das Plakat für die Premiere gezeichnet. Seine Zusammenarbeit mit der Filmindustrie ging schon lange Zeit über die Plakatzeichnung hinaus. Für Murnaus Film Der letzte Mann erstellte er für die Ehrengäste der Premiere eine Mappe mit Lithografien. Für die Zeitschrift Film-Kurier erstellte Matejko Skizzen von Filmvorbereitungen in Neubabelsberg.
1933 nahm Matejko als Fahrer eines Röhr Achtzylinder-Fahrzeugs an der Deutschlandrundfahrt teil, die damals über 2000 km ging. Im gleichen Jahr zeichnete er mit Bomben über uns oder Bomben auf Berlin ein Schreckensszenario, das am Beginn des Zweiten Weltkrieges mit aktuellen Flugzeugmodellen auch im US-amerikanischen LIFE Magazin abgebildet wurde.

### 1933–1945
In der Zeit des Nationalsozialismus war Matejko Mitglied der Reichskammer der bildenden Künste. 

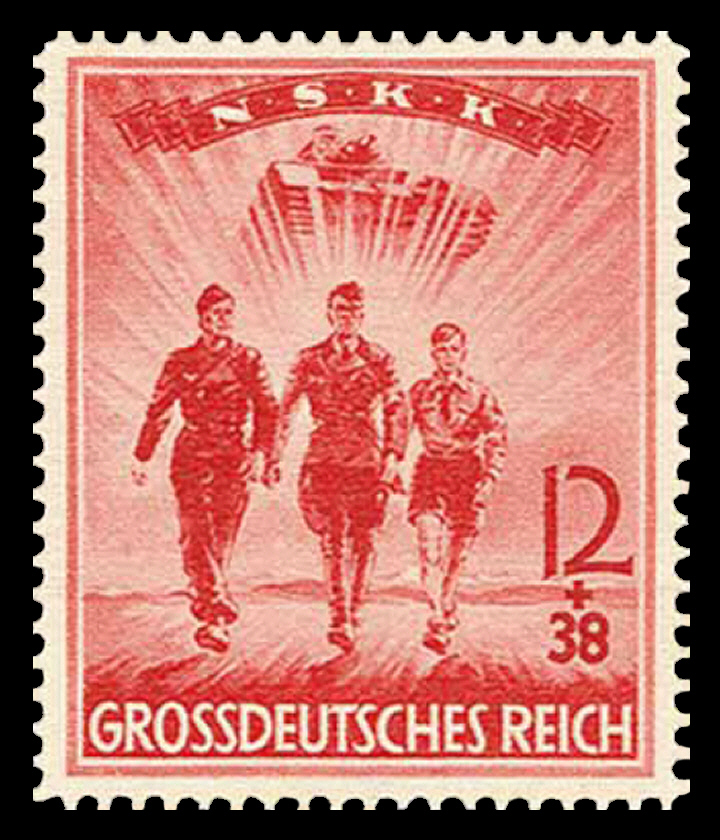
Briefmarke 1945 für das NSKK (nicht mehr in den Verkauf gelangt)

Er blieb überwiegend bei seinen seitherigen Schwerpunkten, der Technik und dem Sport, und als weiterem wichtigen Bereich seiner Arbeit, der Plakatkunst. 1935 ging Matejko im Auftrag des Ullstein Verlags in die Vereinigten Staaten. Er zeichnete den American Way of Life und auch Blätter zur Geschichte der Indianer.
Nach der Veröffentlichung dieser gezeichneten Reiseberichte endete die Mitarbeit Matejkos beim Ullstein-Verlag. Mitte der dreißiger Jahre, so berichtete später der Zeichnerkollege Wilhelm M. Busch, habe sich Matejko „eines Sittlichkeitsvergehens schuldig (gemacht), eines Deliktes, das heute wahrscheinlich als solches gar nicht angesehen würde“. Anfang Oktober 1935 wurde er jedenfalls verhaftet und Ende des Monats in Berlin wegen „Verführung Minderjähriger“ zu neun Monaten Gefängnis verurteilt. Nach seiner vorzeitigen Haftentlassung wurde er beim Deutschen Verlag, zu dem Ullstein unterdessen geworden war, nicht mehr unter Vertrag genommen. Er arbeitete danach für die Zeitschrift Die Wehrmacht. In dieser Propagandazeitschrift wirkte er im Sinne der Nationalsozialisten mit und zeigte beispielsweise die neue aufgerüstete Wehrmacht im Manöver oder berichtete über den Einsatz der Legion Condor in Spanien. Matejko lieferte seine Bilder bis zur letzten Ausgabe der „Wehrmacht“ im September 1944 ab. Er beteiligte sich 1940 in Münster an der Ausstellung Maler sehen den Krieg und 1941 in Berlin Die Pressezeichnung im Kriege. 1945 entwarf er eine nicht mehr zur Ausgabe gelangte 12+38-Pf-Sondermarke der Reichspost für das NSKK.
Am 8. Oktober 1936 heiratete er die Filmschauspielerin Erika Fiedler. Der Eintrag „ohne Beruf“ bei Erika Fiedler ist als Hinweis darauf zu verstehen, dass sie ihren Beruf in der Zeit des Nationalsozialismus nicht ausüben durfte.

### Ab 1945
Kurz vor Ende des Zweiten Weltkrieges verließ er mit seiner Frau und dem Rennfahrer Hans Stuck das unter ständigem Bombardement der Alliierten liegende Berlin. Matejko soll die ersten Monate nach Kriegsende bei Hans Stuck in Süddeutschland gelebt haben. Eine Zeichnung für das Abschleppunternehmen Stuck ist in dieser Zeit entstanden. Ab dem 3. März 1946 war das Ehepaar Matejko in einer Gästeliste von St. Anton am Arlberg, Tirol, gemeldet.
Unter der sich in Tirol etablierenden französischen Besatzung nach Beendigung des Krieges, führte er schon 1945 im Auftrag des Commandement en Chef francais en Autriche (Direction L’Information) politische Propagandaentwürfe aus. Ab November 1945 arbeitete er für die satirische Zeitschrift homunculus in Bregenz, wo er bei Redaktionssitzungen auf Walter Gotschke traf. Eines seiner frühen Blätter für diese Zeitschrift trug den Titel J’accuse, ich klage an.
Die Filmarbeiten der Ehefrau Erika führten das Ehepaar Matejko auch nach Vorderthiersee im Bezirk Kufstein, weil das dortige Passionsspielhaus als Filmatelier verwendet wurde. Dort starb Theo Matejko am 9. September 1946 an einem Gehirnschlag. Das letzte, von ihm gezeichnete Titelblatt für die Zeitschrift homunculus trug den Titel Die müden apokalyptischen Reiter.
„Den Rücken krumm und krumm die Pferde, schleppen vier Reiter sich über die Erde – selbst sie, die Geister von Kriegen und Morden, sich selbst zum Entsetzen, sind müde geworden.“

### Weitere Arbeiten (Auswahl)

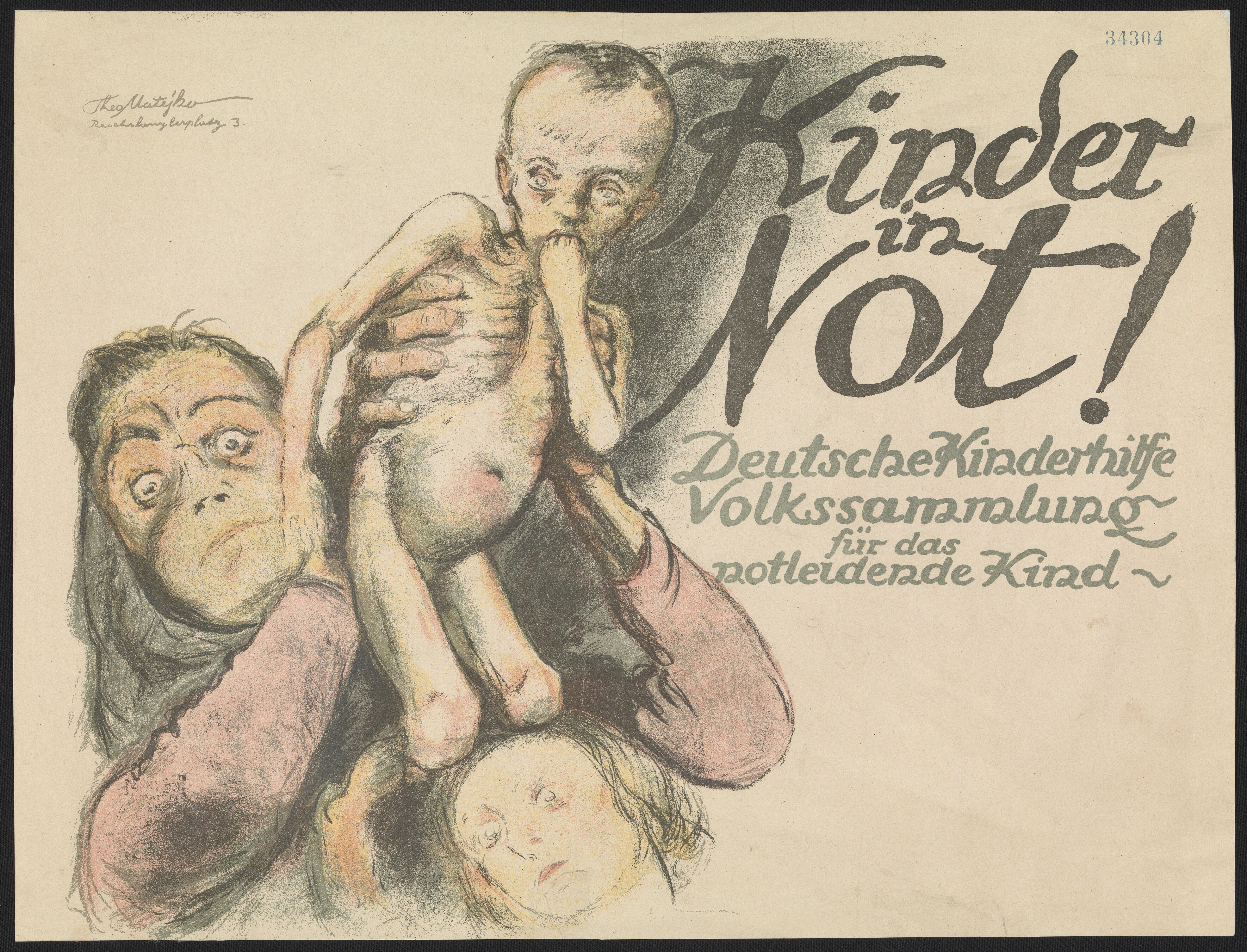
Plakat „Kinder in Not“, 1914
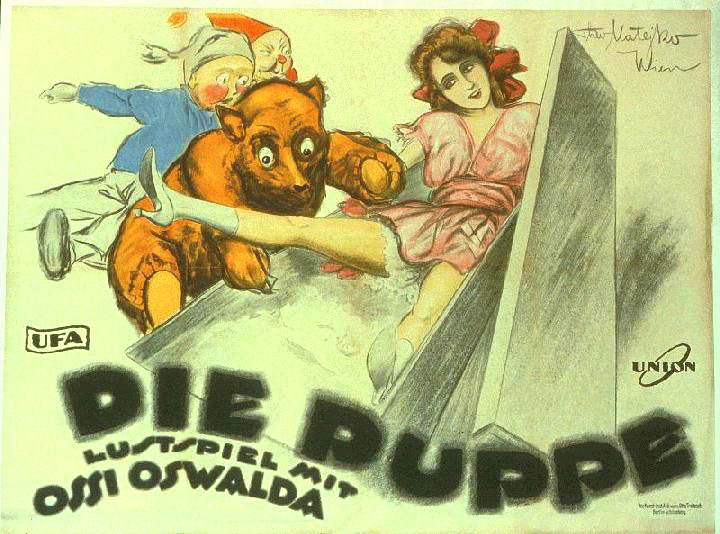
Filmplakat für den Stummfilm „Die Puppe“ 1919
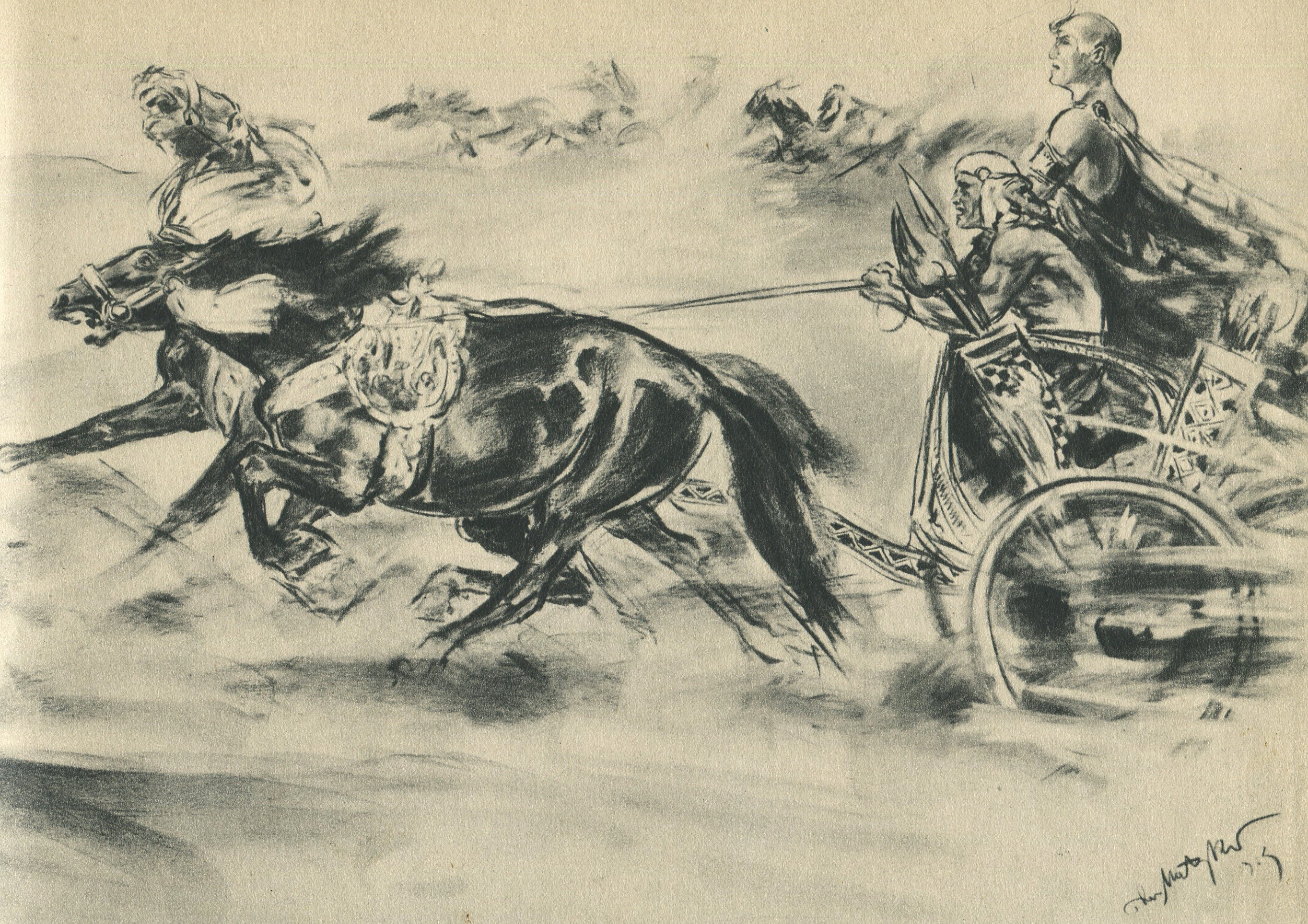
Wagenrennen aus dem Film „Die Zehn Gebote“, 1923
U 31, das verschollene und wiedergefundene U-Boot aus dem Ersten Weltkrieg
Mercedes-Benz „Silberpfeil“ auf der Avus, 1938

### Werkliste, Plakate
| 1917 - Der Kampf im Alpenrot 1918 - Die Film-Oper 1919 - Für den wirtschaftlichen, geistigen und kulturellen Neuaufbau eines unabhängigen freien Österreich - Die Czardasfürstin - Christus im Film - Grand vin reserve Carnier & Co. - Madame Dubarry - Lesen Sie die Wiener Woche - Lesen Sie das Deutsche Volksblatt - In den Abgrund führen sie Euch Darum wählet Bürgerlich-Demokratisch - Wählet Sozialdemokratisch - Der Götz von Berlichingen - Opium - Die Pest in Florenz - Lesen Sie das Deutsche Volksblatt - Die Bürgerlich-Demokratische Partei - Wiener Mittagspost - Sascha-Atelier und Gartenfest - Wien, die Brücke zwischen Ost und West - WIKUG - Lu die Kokotte - Der Herr der Liebe 1920 - Film-Redoute - Professor Larousse - Film-Fest am Konstantinhügel - Die Herrin der Welt - Die Herrin der Welt - I. Teil Die Freundin des gelben Mannes. - Die Herrin der Welt - II. Teil Die Geschichte der Maud Gregaards - Die Herrin der Welt - III. Teil Der Rabbi von Kuan-Fu - Die Herrin der Welt - VII. Teil Die Wohltäterin der Menschheit - Die Herrin der Welt - VIII. Teil Die Rache der Maud Fergusson C: WEAG - Das ist der Frühling in Wien - Goldfüllfeder König - König Makombe - Sumurun - Putschliesel - Steuermann Holk - Preisausschreiben der „Woche“ Wer ist die schönste deutsche Frau - Lederstrumpf - J. F. Coopers Lederstrumpf bearb. v. R. Heymann II. der letzte Mohikaner - Palais der Friedrichstadt Der elegante Ballbetrieb - Variete-Kabarett Metropol Meistertanzpaar Cschetschorke-Maheine - T. D.Narbias getanzte Lieder Palais der Friedrichstadt - Kinder in Not - Das Matejko-Plakat | 1921 - Der Kampf um die Heimat - Frauen helft! DDP - Wiener Internationale Messe 1922 - Dr. Mabuse, der Spieler, 1. Teil: Der große Spieler - Ein Bild der Zeit - Die Marquise von Pompadour: Das große Kostümfest im Marmorsaal am Zoo - Monna Vanna C: TILCO, Bln. - Scheine des Todes mit Eva May - Dämon Zirkus 1923 - Genoveva - das hohe Lied der Frauentreue - Deutsch bleibt der Rhein - Hände weg vom Ruhrgebiet - Fräulein Raffke 1924 - Der Freispruch - Die Nibelungen I.Teil: Siegfried - Der Berg des Schicksals - Die zehn Gebote - Die Hausfrau endlich wieder lacht - Deine Pflicht, wähle Deutsch demokratisch - Charles und Elisabeth - C. Garragan: RotophotA.G. - Aufwärts durch die Deutsche Demokratische Partei - Carlos und Elisabeth 1925 - KIPHO-Kino- und Photoausstellung - 100:1 = Harold Lloyd - Zum Schneegipfel Afrikas - Ein Walzertraum 1926 - Weg mit der Schmiertabelle - Die Unehelichen 1927 - Der Bettler vom Kölner Dom 1928 - Beseitigt den Druck der Steuerlast - Säubert das Reich - Frauen! Sorgt für Wohnung, Wohlstand, Wissen - Volkswohl und Volkstreue 1930 - Aeroshell, das neue Hochleistungsöl - Der Kampf um die Heimat - Filmball 15. Nov. 1930 - Liebeswalzer - Afrika spricht - Zentrum - DMV-Avus-Rennen - Dreyfus - Der Greifer | 1931 - Viktoria und ihr Husar - Die Fledermaus - Höchste Zeit: Volksentscheid! - Der Landtag ist aufzulösen! 1932 - Der Weltkrieg in farbigen Bildern - Haltet ein mit der deutschen Selbstzerfleischung Am 10. April nur Hindenburg - Der Sieger - Das schöne Abenteuer - Scampolo, ein Kind der Straße - Quick - Ich bei Tag und Du bei Nacht - Ein blonder Traum 1933 - Nora Gregor, Gustav Fröhlich in: Was Frauen träumen - Die blonde Christel - Der Meisterdetektiv - Verschiedene Anzeigen für die Zigarettenfirma Manoli, Berlin 1934 - Int. Automobil- und Motorrad-Ausstellung Berlin - Internationales Schleizer Dreieck-Rennen - Großer Preis von Deutschland 1935 - Blutsbrüder - Deutschlandflug 8. Mai – 2. Juni - Werde Mitglied im Deutschen Luftsport-Verband - Flugtag/Deutschlandflug ? - Deutsche Wintersportmeisterschaften 1936 - Olympiade-Großflugtag - Flugtag (Ohne Titel) - Fridericus 1937 - Gordian der Tyrann - F.V.Grünfeld Sommer 1937 1938 - Coppa Ciano 1938 1939 - Überwältigender Auto-Union-Sieger im Großen Preis von Frankreich - Achtung Spione - Wir brechen Englands Tyrannei - Anglio! Twoje dzieło! 1940 - C'est l'Anglais qui nous a fait ca! - Populations abandonnees - Weltpirat England | 1941 - Hilf auch Du mit - NS-Kraftfahrkorps - Wir brechen Englands Tyrannei 1942 - Katyn - Deutsche U-Boote vor New York 1943 - Vojaki Hitljera-ce prijateli naroda (ukrainischer Text) 1944 - Reichsarbeitsdienst Undatiert - 5. Auto-Schönheits-Konkurrenz - Laster der Menschheit |

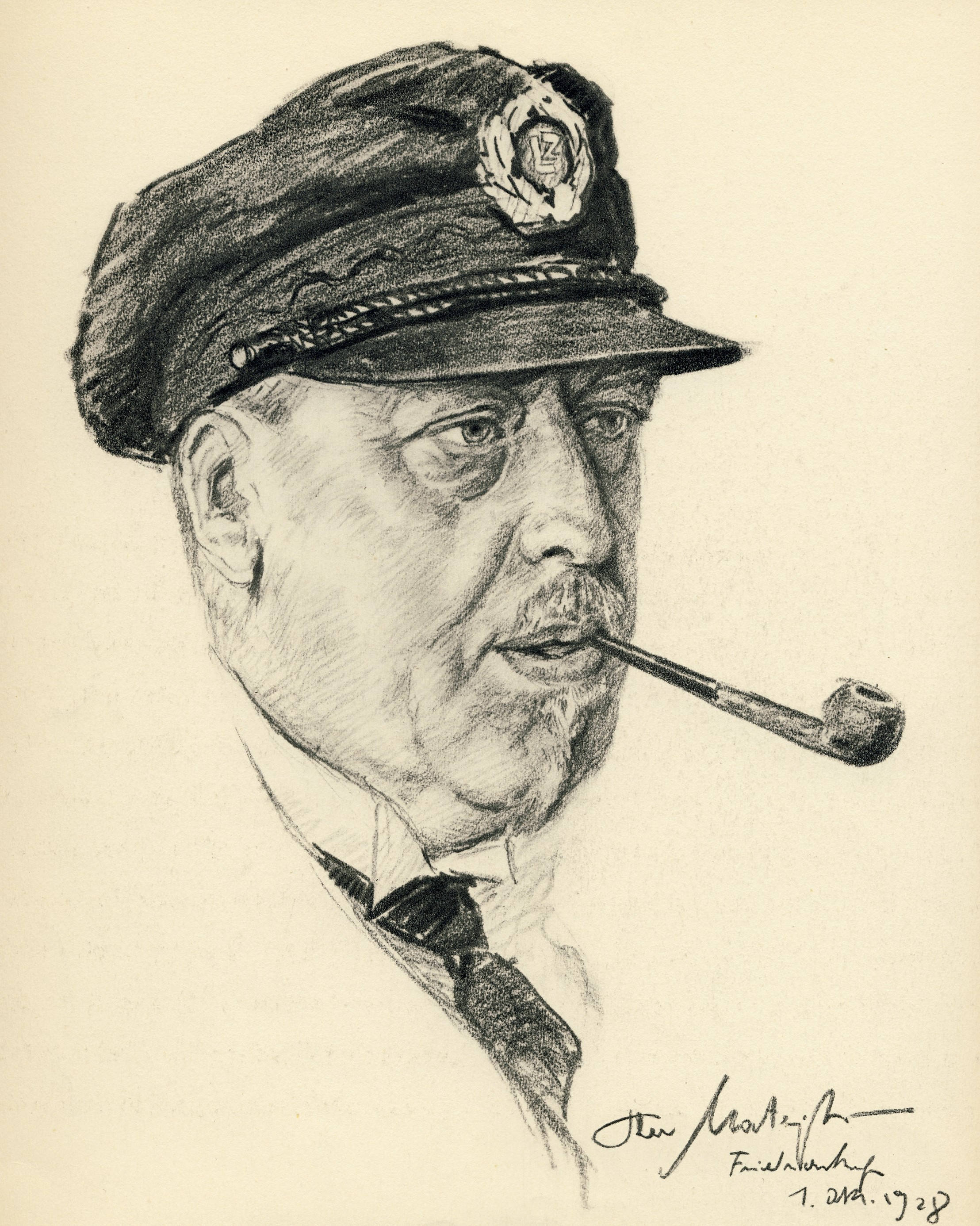
Matejkos Porträt von Hugo Eckener 1928.